# おとめ座QS星
おとめ座QS星（QS Virginis, QS Vir）とは、太陽系から160光年の位置にある食連星・激変星である。3.37時間で共通重心を周回する近接した白色矮星と赤色矮星から構成され、さらにその周囲を別の天体が公転しているとされている。
第3の天体について詳細は分かっていない。2009年の報告当初、は太陽系外惑星と考えられていたが、後の研究でより質量の大きい天体（褐色矮星か低質量の恒星）であることが示された。

## 連星系
| 地球 | おとめ座QS星A |
| ---- | ------------- |
| 地球 | Exoplanet     |

| 太陽 | おとめ座QS星B |
| ---- | ------------- |
| 太陽 | Exoplanet     |

おとめ座QS星の主星は表面温度1万4000Kの白色矮星で、太陽の100分の1の半径と78%の質量を持つ密度の高い天体である。表面重力は地球の20万倍に達しているため、重力によって引き起こされるドップラー効果を明確に認めることができる。
伴星は、表面温度が3100K、質量・半径が太陽の40%前後の赤色矮星である。活発な彩層を持った閃光星で、しばしばフレアによる増光が観測される。なお質量については、太陽の58%とする研究もある。
二つの天体は0.006天文単位という非常に接近した距離にあり、赤色矮星が白色矮星を隠すことで14分間の減光（食）が観測される。白色矮星からの潮汐力のため、赤色矮星はほぼロッシュ・ローブに沿った楕円体に変形し、食外においても連続的な光度変化が起きている。白色矮星の自転周期は120秒と短く、赤色矮星から白色矮星への物質の流入により自転が加速されたことが示唆されている。ただし現在は2天体間に大きな質量の受け渡しは観測されていないため、激変星としては休眠期にあるとみられている。

## 第三の天体
2009年、Qian らは、連星が起こす食の間隔の周期的な変動に基づいておとめ座QS星に属する太陽系外惑星を報告した。この惑星は連星の外部を半径4.2AUの軌道で周回しており、質量は木星の6.4倍と計算された。
しかし、新たな観測を踏まえて2010年に発表された Parsons らの研究では、おとめ座QS星の食間隔の変動は惑星の存在を仮定しても説明できないとされた。代わりに、下限質量が0.05太陽質量、公転周期14年、離心率0.9の長楕円軌道の天体を考えると、概ね観測結果に一致することが示された。
| 名称 （恒星に近い順） | 質量   | 軌道長半径 （天文単位） | 公転周期 (日) | 軌道離心率 | 軌道傾斜角 | 半径 |
| --------------------- | ------ | ----------------------- | ------------- | ---------- | ---------- | ---- |
| b（未確認）           | 6.4 MJ | 4.2                     | 2869          | —          | —          | —    |